# Kecamatan Permata
Kecamatan Permata (indonesiska: Permata) är ett distrikt i Indonesien.   Det ligger i kabupatenet Kabupaten Bener Meriah och provinsen Aceh, i den västra delen av landet, 1 600 km nordväst om huvudstaden Jakarta.